# Must Be Nice
Must Be Nice es el álbum debut del rapero americano estadounidense G-Eazy. Fue lanzado de forma independientemente el 26 de septiembre de 2012.

## Lista de canciones
Todas las pistas están escritas por G-Eazy.
| N.º | Título                                        | Duración |  |
| 1.  | «Hello»                                       | 2:37     |  |
| 2.  | «Plastic Dreams» (featuring Johanna Fay)      | 3:53     |  |
| 3.  | «Lady Killers» (featuring Hoodie Allen)       | 4:09     |  |
| 4.  | «Mad» (featuring Devon Baldwin)               | 3:10     |  |
| 5.  | «Interlude»                                   | 0:40     |  |
| 6.  | «Marilyn» (featuring Dominique LeJeune)       | 3:16     |  |
| 7.  | «Stay High» (featuring Mod Sun)               | 3:36     |  |
| 8.  | «Breathe»                                     | 2:51     |  |
| 9.  | «Must Be Nice» (featuring Johanna Fay)        | 3:26     |  |
| 10. | «Loaded» (featuring DJ Carnage) (bonus track) | 2:36     |  |

## Posicionamiento en listas
| Gráfico (2015)                          | Posición |
| --------------------------------------- | -------- |
| Estados Unidos (Top R&B/Hip-Hop Albums) | 33       |